# دین رید
دین رید (انگلیسی: Dean Reed؛ ۲۲ سپتامبر ۱۹۳۸ – ۱۳ ژوئن ۱۹۸۶) یک خواننده، ترانه‌سرا، کارگردان و فعالِ مدنی اهل ایالات متحده آمریکا بود. وی بین سال‌های ۱۹۵۸ تا ۱۹۸۶ میلادی فعالیت می‌کرد.
او دانش‌آموختهٔ «دانشگاه کلرادو» بود و بخشِ مهمی از دوران زندگی خود را، در آمریکای جنوبی و جمهوری دمکراتیک آلمان گذراند.
در کشور شیلی بود که او عقاید دست‌چپی پیدا کرد و شروع به فعالیت‌های مدنی بر ضد ستمگری و فقر نمود. او علیه جنگ‌افزار هسته‌ای و سیاست خارجی ایالات متحده آمریکا اعتراض کرده و در محلات فقیرنشین و زندان‌ها برنامه اجرا می‌کرد. در کشور آرژانتین، سرانجام فعالیت‌های سیاسی و اجتماعی او از صبر و حوصلهٔ دولت‌مردان گذشت و دولتِ جدیدِ آن کشور پس از «انقلاب ۱۹۶۶ آرژانتین»، وی را اخراج کرد.
دین رید در سال ۱۹۷۱ میلادی نامه‌ای سرگشاده به آلکساندر سولژنیتسین نوشت و او را بخاطر آنچه تهمت و افترا به اتحاد جماهیر سوسیالیستی شوروی می‌دانست، مورد انتقاد قرار دارد. در آن هنگام، دین رید در رم زندگی می‌کرد و ضمن اجرای موسیقی در اروپای شرقی و مرکزی، در آگهی‌های تبلیغاتی تلویزیونی و فیلم‌های وسترن اسپاگتی (همچون «خدانگهدار ساپاتا») بازی می‌کرد.
وی در سال ۱۹۷۸ میلادی، یک فیلم زندگی‌نامه‌ای دربارهٔ دوستِ خود ویکتور خارا کارگردانی کرد که «خواننده» (El Cantor) نام داشت.
در سال ۱۹۸۶ میلادی، دین رید در برنامه مشهور «۶۰ دقیقه» در شبکه تلویزیونی سی‌بی‌اس حضور یافت و در سخنانش، از مداخلهٔ شوروی در افغانستان و ساختن دیوار برلین دفاع کرد و اظهار داشت همهٔ اینها، برای محافظت و دفاع از خود است. او در این برنامه، رونالد ریگان را با ژوزف استالین مقایسه کرد که موجب خشم خانواده و دوستانش شد. پس از این مصاحبه، او نامه‌های تهدیدآمیز فراوانی از ایالات متحده آمریکا دریافت داشت که او را خائن‌به‌وطن نامیده بودند.
۶ هفته پس از این مصاحبهٔ او در برنامهٔ «۶۰ دقیقه»، جسدش در «دریاچهٔ تسوایتنر» در نزدیکی منزلش در برلین شرقی یافت شد. با آنکه علت مرگ او را به‌طور رسمی، «غرق‌شدگی اتفاقی» اعلام کردند، اما دوستانش در آلمان آنرا یک خودکشی و خانواده‌اش در آمریکا آن را قتل قلمداد کردند.
کمی بعد، نامهٔ خودکشی او را که در پشتِ یک فیلم‌نامه نوشته شده بود، در اتومبیلش یافتند. در این نامه، او بابت روابط زوال‌یافته و فروپاشیده‌اش با همسر سوم خود، اظهار تأسف کرده بود. همچنین وی از اریش هونکر، رهبرِ حزب اتحاد سوسیالیستی آلمان عذرخواهی کرده بود که اعمالش، ممکن است تصویر ناموجه‌ای از جمهوری دمکراتیک آلمان جلوه داده باشد. این نامهٔ خودکشی در آن هنگام، جزءِ اطلاعات طبقه‌بندی‌شده قرار گرفت و تا هنگامِ «فروپاشی دیوار برلین» و اتحاد آلمان منتشر نشد.
در سال ۲۰۰۴ میلادی شبکه تلویزیونی «روسیه ۱» مستندی به نام «آقای رید، شما که هستید؟» ساخت و ادعاهایی مطرح نمود که او عامل سیا، کاگ‌ب یا اشتازی بوده است، اما هیچ مدرک محکمی برای این فرضیه‌ها ارائه نکرد. بعدها مشخص شد که دین رید، مابینِ سال‌هایِ ۱۹۷۶ تا ۱۹۷۸ میلادی برای بخشِ بین‌المللی اشتازی (وزارت امنیت آلمان شرقی) کار می‌کرده است.